# Tianyuraptor
A Tianyuraptor (nevének jelentése 'futó gyík') a dromaeosaurida dinoszauruszok egyik kis termetű, rövid karú, a madarak közeli rokonának tekintett neme, amely a kora kréta korban, körülbelül 122 millió évvel ezelőtt élt. A maradványait a kínai Liaoning nyugati részén fedezték fel. Néhány bazális nemet leszámítva hasonlít a többi Liaoningben talált dromaeosaurida dinoszauruszra. A típuspéldány, melynek hivatalos leírása 2009-ben készült el, olyan tulajdonságokkal rendelkezik, amelyek nem láthatók a korábban az északi félgömbről (Laurázsiából) ismertté vált dromaeosauridáknál, a déli félgömbön (Gondwanában) felfedezetteknél és az avialae-knál azonban megtalálhatók. Emiatt a Tianyuraptort a tudósok először az északi és a déli félgömbi dromaeosauridák közti szakadékot betöltő átmeneti fosszíliaként vizsgálták és írták le. A Tianyuraptor aránylag kis méretű villacsontja és szokatlanul rövid mellső lábai miatt eltér a korábbról ismert dromaeosauridáktól is.

## Etimológia
A Tianyuraptor név a holotípust őrző Santung Tienjü (Shandong Tianyu) Természeti Múzeumra (Shandong Tianyu Museum of Nature) utaló Tianyu és a zsákmányszerzésre utaló, gyakran a dromaeosauridák neveként használt latin raptor ('rabló') szavak összetételéből származik. A faj az ostromi nevet John Ostrom tiszteletére kapta, aki jelentősen hozzájárult a dromaeosauridák, köztük a Deinonychus és a tollas dinoszauruszok fosszíliáinak vizsgálatához.

## Anatómia
A Tianyuraptor egy közepes méretű dromaeosaurida, melyet a többi dromaeosauridától a fejlettebb jellemzők különböztetnek meg. Ezek közé tartoznak a hátcsigolyák hosszát kétszeresen meghaladó középső farokcsigolyák, a kis és rendkívül vékony villacsont, valamint a szokatlanul hosszú hátsó láb, ami nagyjából háromszor hosszabb, mint a hátcsigolyák sora. Ahogy más liaoningi dromaeosauridák fossziliáinál a farok aránylag hosszú, 960 milliméteres hosszával közel 4,8-szor hosszabb, mint a combcsont.
Az STM1–3 katalógusszámú holotípus egy közel teljes és egybefüggő csontváz, melynek csak a farka legvége hiányzik. 25 egymáshoz kapcsolódó farokcsigolya őrződött meg és legalább az utolsó három elveszett. A fosszíliát a Jihszien (Yixian)-formáció Tavangcsangce (Dawangzhangzi)-padjában (a Jehol-csoportban) fedezték fel, Kínában, a nyugat-liaoningi Lingjüan (Lingyuan)ban. A Jihszien (Yixian)-formáció kora kréta kori kőzetegység, ami körülbelül 129,7–122,1 millió évvel ezelőtt keletkezett, a barremi–apti korszakok idején. A Tavangcsangce (Dawangzhangzi)-pad 122 millió évvel ezelőtt jött létre. Az STM1–3 majdnem kifejlett példány volt, az egyedfejlődés során még nem teljesen összeforrt csontvázrészekkel. A Tianyuraptor holotípusa sok más, a Jehol-csoportban talált theropodáétól eltérően nem őrzött meg lágy szöveteket.

### Végtagok
A mellső lábak aránylag rövidek voltak, a hosszuk csak a hátsó láb 53%-át érte el. Ez nagyon eltér az egyéb, aránylag hosszú, a hátsó lábak hosszának 70%-át elérő mellső lábakkal rendelkező dromaeosauridák ismert csontváz elemeitől.
Bár a Tianyuraptor nagyobb valamennyi ismert microraptorinánál, hátsó lábainak alsó része aránylag szintén hosszú, ahogyan a többi microraptorináé. Ebben a tekintetben eltért a legtöbb, viszonylag rövid alsó lábszárú egyéb dromaeosauridától. A Tianyuraptor például 1,3-nál nagyobb tibiotarsus/combcsont aránnyal rendelkezett, míg a hasonló méretű Velociraptor mongoliensis esetében ez az arány 1,1 alatt maradt. A meghosszabbodott hátsó lábak mellett a Tianyuraptor a mellső láb elemeinek arányát illetően is eltért a Microraptorinae alcsalád többi tagjától. A Tianyuraptor mellső lábai az arányukat tekintve jóval rövidebbek, mint a nagyobb dromaeosauridáké. Például egy hasonló méretű Velociraptor példánynál a kar/láb hossz aránya megközelítőleg 0,75, míg a Tianyuraptornál csak 0,53.

## Ősbiológia
A mellső láb hosszának határozott eltérése a többi dromaeosauridáétól arra enged következtetni, hogy a Tianyuraptor karjai a csoport egyéb tagjaiétól eltérő feladatot láttak el. A Microraptorinae alcsalád olyan tagjait, mint például a Microraptor, aerodinamikus és feltehetően siklórepülő állatoknak tartják. A microraptorináknál rendszerint megfigyelhetők a hosszú és robusztus mellső lábak és a nagy, aszimmetrikus repülőtollak. A Tianyuraptor megrövidült mellső lábai, kis villacsontja és átlósan kiszélesedett hollócsőre azonban azt jelzi, hogy nem volt alkalmas az aerodinamikus siklórepülésre vagy az evezőszárnyú repülésre.

## Osztályozás
A Cseng Hsziao-ting (Zheng Xiaoting) és szerzőtársai által elvégzett filogenetikus elemzés szerint a Tianyuraptor a laurázsiai dromaeosauridák csoportjának egyik bazális tagja. Úgy tűnik, hogy a Tianyuraptor több, az egyéb laurázsiai dromaeosauridáknál ismeretlen jellemzővel is rendelkezik, amelyek a bazális avalae-knál és a gondwanai dromaeosauridáknál, például az Austroraptornál, a Buitreraptornál, a Neuquenraptornál, a Rahonavisnál és az Unenlagiánál szintén megtalálhatók. Cseng (Zheng) és kollégái azt is megjegyezték, hogy a Tianyuraptor olyan tulajdonságok elegyével rendelkezett, amelyek a Microraptorinae nevű monofiletikus alcsaládra is jellemzőek, így arra a következtetésre jutottak, hogy a Tianyuraptor bazális helyet foglal el az alcsaládon belül, amit a 30-ból 6 eredménynél maximális takarékosságot (parszimóniát) jelző filogenetikus elemzés is igazolt. A szerzők ezután kijelentették, hogy mivel a Tianyuraptor rövidkarú microraptorinának tekintendő, a jóval fejlettebb hosszúkarú microraptorinák röpképessége független módon fejlődhetett ki.
Azonban ugyanígy lehetséges az is, hogy Cseng (Zheng) és szerzőtársai kijelentésének megfelelően a Tianyuraptor valójában a Microraptorinae kivételével az összes laurázsiai dromaeosauridát tartalmazó klád bazális tagja lehetett. Ezt jelzi a 30-ból 24 legtakarékosabb fejlődési vonal, amit az elemzés feltárt. A Tianyuraptor felfedezése új fényt vet a dromaeosauridák korai fejlődésére, és tovább szemlélteti azt, hogy a csoport kezdetben mennyire változatos volt.

## Fordítás
- Ez a szócikk részben vagy egészben a Tianyuraptor című angol Wikipédia-szócikk ezen változatának fordításán alapul.  Az eredeti cikk szerkesztőit annak laptörténete sorolja fel. Ez a jelzés csupán a megfogalmazás eredetét és a szerzői jogokat jelzi, nem szolgál a cikkben szereplő információk forrásmegjelöléseként.